# كاموهيلو موكوتجو
كاموهيلو موكوتجو (بالإنجليزية: Kamohelo Mokotjo)‏ (10 مارس 1991 - ) هو لاعب كرة قدم جنوب أفريقي. حاليا يلعب في خط الوسط في نادي يرينتفورد (في دوري البطولة الإنجليزية) بعد انتقاله من نادي تفينتي أنشخدة (في الدوري الهولندي الممتاز). هو أيضا لاعب في منتخب جنوب أفريقيا لكرة القدم.

## مسيرته الاحترافية

### سوبر سبورت يونايتد
حصل على دوري جنوب أفريقيا الممتاز مع فريق سوبر سبورت يونايتد في موسم 2009.

### تفينتي أنشخدة
انتقل موكوتجو إلى نادي تفينتي أنشخدة الهولندي في 8 أغسطس 2014 في عقد لمدة أربع سنوات ولم يتم الإعلان عن قيمة الصفقة، إلا أن هناك تقارير ترجح أنها حوالي 1.5 مليون دولار.

## روابط خارجية
- كاموهيلو موكوتجو على موقع الاتحاد الدولي (مؤرشف)  (الإنجليزية)
- كاموهيلو موكوتجو على موقع الاتحاد الأوربي (الإنجليزية)
- كاموهيلو موكوتجو على موقع الدوري الأمريكي (الإنجليزية)
- كاموهيلو موكوتجو على موقع قاعدة بيانات كرة القدم.إي يو (الإنجليزية)
- كاموهيلو موكوتجو على موقع ليكيب (الفرنسية)
- كاموهيلو موكوتجو على موقع ناشيونال فوتبول تيمز (الإنجليزية)
- كاموهيلو موكوتجو على موقع Soccerbase.com (لاعب) (الإنجليزية)
- كاموهيلو موكوتجو على موقع Soccerway.com (الإنجليزية)